# Альф Мартінсен
Альф Вернер Мартінсен (норв. Alf Werner Martinsen; 29 грудня 1911, Ліллестрем — 23 серпня 1988, там само) — норвезький футболіст, що грав на позиції нападника за клуби «Фрам» (Ліллестрем) та «Ліллестрем», а також національну збірну Норвегії. По завершенні ігрової кар'єри — тренер.

## Клубна кар'єра
У футболі дебютував виступами за команду «Фрам» з Ліллестрема.
Згодом перейшов до клубу «Ліллестрем», де і завершив професійну кар'єру футболіста.

## Виступи за збірну
1936 року дебютував в офіційних матчах у складі національної збірної Норвегії. Протягом кар'єри у національній команді, яка тривала 11 років, провів у її формі 25 матчів, забивши 10 голів.
Був присутній в заявці збірної на чемпіонаті світу 1938 року у Франції, але на поле не виходив.

## Кар'єра тренера
Розпочав тренерську кар'єру, повернувшись до футболу після закінчення Другої світової війни, 1947 року, очоливши тренерський штаб клубу «Ліллестрем».
Останнім місцем тренерської роботи був той самий «Ліллестрем», головним тренером команди якого Альф Мартінсен був з 1952 по 1953 рік.
Помер 23 серпня 1988 року на 77-му році життя у місті Ліллестрем.
| Дата       | Місто             | Господарі  | Результат | Гості     | Турнір                        | Голи | Примітки |
| ---------- | ----------------- | ---------- | --------- | --------- | ----------------------------- | ---- | -------- |
| 26.07.1936 | Стокгольм         | Швеція     | 3 – 4     | Норвегія  | товариський матч              | -    |          |
| 03.08.1936 | Берлін            | Норвегія   | 4 – 0     | Туреччина | Олімпійські ігри 1936         | 2    |          |
| 07.08.1936 | Берлін            | Німеччина  | 0 – 2     | Норвегія  | Олімпійські ігри 1936         | -    |          |
| 10.08.1936 | Берлін            | Італія     | 2 – 1     | Норвегія  | Олімпійські ігри 1936         | -    |          |
| 13.08.1936 | Берлін            | Норвегія   | 3 – 2     | Польща    | Олімпійські ігри 1936         | -    |          |
| 06.09.1936 | Осло              | Норвегія   | 0 – 2     | Фінляндія | Чемпіонат П. Європи 1933-1936 | -    |          |
| 20.09.1936 | Осло              | Норвегія   | 3 – 3     | Данія     | Чемпіонат П. Європи 1933-1936 | -    |          |
| 01.11.1936 | Амстердам         | Нідерланди | 3 – 3     | Норвегія  | товариський матч              | 1    |          |
| 14.05.1937 | Осло              | Норвегія   | 0 – 6     | Англія    | товариський матч              | -    |          |
| 27.05.1937 | Осло              | Норвегія   | 1 – 3     | Італія    | товариський матч              | -    |          |
| 13.06.1937 | Копенгаген        | Данія      | 5 – 1     | Норвегія  | Чемпіонат П. Європи 1937-1947 | 1    |          |
| 05.09.1937 | Гельсінкі         | Фінляндія  | 0 – 2     | Норвегія  | Чемпіонат П. Європи 1937-1947 | 2    |          |
| 19.09.1937 | Осло              | Норвегія   | 3 – 2     | Швеція    | Чемпіонат П. Європи 1937-1947 | -    |          |
| 10.10.1937 | Осло              | Норвегія   | 3 – 2     | Ірландія  | Відбір до ЧС 1938             | 1    |          |
| 24.10.1937 | Берлін            | Німеччина  | 3 – 0     | Норвегія  | товариський матч              | -    |          |
| 07.11.1937 | Дублін            | Ірландія   | 3 – 3     | Норвегія  | Відбір до ЧС 1938             | 1    |          |
| 31.05.1938 | Осло              | Норвегія   | 1 – 0     | Естонія   | товариський матч              | -    |          |
| 23.10.1938 | Варшава           | Польща     | 2 – 2     | Норвегія  | товариський матч              | 1    |          |
| 09.11.1938 | Ньюкасл-апон-Тайн | Англія     | 4 – 0     | Норвегія  | товариський матч              | -    |          |
| 02.06.1939 | Сольна            | Швеція     | 3 – 2     | Норвегія  | товариський матч              | -    |          |
| 14.06.1939 | Копенгаген        | Норвегія   | 1 – 0     | Швеція    | товариський матч              | 1    |          |
| 18.06.1939 | Копенгаген        | Данія      | 6 – 3     | Норвегія  | товариський матч              | -    |          |
| 22.06.1939 | Осло              | Норвегія   | 0 – 4     | Німеччина | товариський матч              | -    |          |
| 22.10.1939 | Копенгаген        | Данія      | 4 – 1     | Норвегія  | Чемпіонат П. Європи 1937-1947 | -    |          |
| 28.07.1946 | Люксембург        | Люксембург | 3 – 2     | Норвегія  | товариський матч              | -    |          |
| Усього     |                   | Матчів     | 25        |           | Голів                         | 10   |          |

## Титули і досягнення
- Бронзовий олімпійський призер: 1936